# Katsjkanarski GOK
Katsjkanarski Gorno-Obogatitelny Kombinat "Vanadium" (Russisch: Качканарский горно-обогатительный комбинат «Ванадий»; "Mijnbouw-ertsverwerkingsbedrijf van Katsjkanar "Vanadium""), kortweg Katsjkanarski GOK (Russisch: Качканарский ГОК) of KGOK, is een Russisch mijnbouwbedrijf uit de stad Katsjkanar in de oblast Sverdlovsk, dat zich richt op de winning van ijzererts, vanadium en titanium. Het bedrijf vormt onderdeel van de Evrazgroep en staat genoteerd aan de RTS-index.

## Geschiedenis
De 880 meter hoge Katsjkanarberg, waar het bedrijf zijn voorraden delft, werd voor het eerst beschreven in 1770 door de Pruisische wetenschapper Peter Simon Pallas in zijn boek "Reis door verschillende plaatsen in het Russische land". Verschillende wetenschappers droegen bij aan de geologische informatie over het gebied. De belangrijkste waren A. Karpinski (1869), A. Krasnopolski (1890) en N. Vysotski (1913). De slechte kwaliteit van het ijzer zorgde er echter voor dat er weinig interesse voor exploitatie was. Pas onder de sovjets kwam het tot exploitatie; tussen 1931 en 1932 werd een eerste kleine verkenning gemaakt van de lagen in de berg, gevolgd door een gedetailleerde studie tussen 1946 en 1953. Besloten werd om toch de ertslagen te gaan delven, ondanks het feit dat het percentage ijzererts zeer laag lag. In veel kringen in de Sovjet-Unie bestond om deze reden aanvankelijk veel weerstand tegen het plan om de ertslagen te gaan delven. Maar door de relatieve economische onafhankelijkheid van de Oeral konden de wetenschappers aldaar hun plan toch doorzetten. In 1956 werd dan toch een kombinaatstructuur opgezet. Op 30 september 1963 werd het kombinaat officieel geopend en in 1975 ontstond de trust Katsjkanarroedstroj. De bouw van het kombinaat ging gepaard met de aanleg van wegen en de bouw van woonblokken in Katsjkanar.
In 1993 werd het bedrijf geprivatiseerd en kreeg het zijn huidige naam.

## Eigendom en afnemers
In de jaren 90 was bijna driekwart van de aandelen in handen van Amerikaanse en Israëlische bedrijven. Aan het einde van de jaren 90 kwam het bedrijf echter op onduidelijke wijze in handen van de Evrazgroep. De Amerikaanse en Israëlische aandeelhouders verklaarden echter dat zij tussen 1999 en 2001 gedwongen waren afstand te doen van hun aandelen en spanden een proces aan tegen Evraz.
Het eigendom van het bedrijf is momenteel voor 57,68% in handen van NTMK (uit Nizjni Tagil) en voor 39,95% van het West-Siberisch Metallurgisch Kombinaat (uit Novokoeznetsk); beiden onderdeel van Evraz. De belangrijkste afnemers worden gevormd door NTMK en de metallurgische fabriek van Tsjoesovskoj.

## Afzet en omzet
In 2004 werd 47,18 miljoen ton erts gedolven en verwerkt en werd er 8,96 miljoen ton concentraat, 2,85 miljoen ton sinter en 5,59 miljoen ton pellets geproduceerd. Over 2004 werd een omzet geboekt van 385,21 miljoen dollar met een nettowinst van 91,81 miljoen dollar.